# Аль-Верфалли, Махмуд
Махмуд Мустафа Бусейф аль-Верфалли (араб. محمود مُصطفى بوسيف الورفلي‎; 1978 — 24 марта 2021) — ливийский военнослужащий, командир элитного подразделения Ливийской национальной армии ас-Сайка. В 2017 году Международный уголовный суд обвинил аль-Верфалли в совершении военных преступлений — убийстве некомбатантов, а также отдаче приказов об убийстве таких лиц. По состоянию на 6 апреля 2019 года в отношении аль-Верфалли действовало два ордера на арест, выданных МУС.

## Биография
Родился в 1978 году. Выходец из племени Варфалла, примечательного тем, что из этого племени, известного своей преданностью Муаммару Каддафи, во времена его правления набирали сотрудников силовых подразделений.
Окончил военный колледж, с 2000 года служил в Ливийской армии. Со временем стал членом элитного подразделения ас-Сайка. Практически сразу же после начала восстания против Каддафи в 2011 году подразделение в полном составе перешло на сторону повстанцев.
После падения режима Каддафи ас-Сайка вошла в состав Ливийской национальной армии. В 2014-17 годах ас-Сайка боролась за контроль над Бенгази с Советом шуры революционеров Бенгази. По состоянию на 2017 год аль-Верфалли был региональным командиром ас-Сайки и под его контролем находилась как минимум одна тюрьма. В том же году получил международную известность благодаря попавшим в интернет видеозаписям, на которых видно, как он убивает некомбатантов (в одном подтверждённом впоследствии случае аль-Верфалли убивает троих человек, стоящих перед ним на коленях с завязанными за спиной руками), а также отдаёт приказы своим подчинённым о совершении аналогичных действий. Всего в сеть попало 7 видеозаписей, на одной из них запечатлено убийство 20 человек. Управление Верховного комиссара ООН по правам человека подтвердило подлинность нескольких попавших на видеозаписи событий и призвало провести полное расследование данных преступлений.

### Международный уголовный суд
15 августа 2017 года МУС предъявил аль-Верфалли обвинения в совершении военных преступлений. Согласно ордеру, выданному на его арест, аль-Верфалли, «по-видимому, несёт прямую ответственность за убийства в общей сложности 33 человек в Бенгази и его окрестностях в период между 3 июня 2016 года и 17 июля 2017 года, которые были совершены либо им лично, либо по его приказу». МУС отдельно отмечает, что «убийства были совершены в исключительно жестокой, унизительной и бесчеловечной манере».
После этого аль-Верфалли был арестован ЛНА, но вскоре отпущен.
В июле 2019 года командующий ЛНА Халифа Хафтар повысил аль-Верфалли с майора до подполковника.
Был убит в Бенгази: его автомобиль был расстрелян огнём из автоматического оружия. МУС прекратил дело после убийства аль-Верфалли.